# Riobamba (canton)
Riobamba est un canton d'Équateur situé dans la province de Chimborazo.